# Marián Smerčiak
Marián Smerčiak (24. prosinec 1970, Liptovský Mikuláš) je slovenský hokejový obránce.

## Reprezentace
Marián Smerčiak je defenzivním typem obránce. Je odchovancem Mikulášského hokeje. Odtud přestoupil do Dukly Trenčín, kde se vypracoval na oporu zadních řad.
V slovenském dresu odehrál 88 zápasů, vstřelil 8 branek. Reprezentoval Slovensko na ZOH 1994 v Lillehammeru.
- Statistiky reprezentace na Mistrovstvích světa a Olympijských hrách:[1]

| Turnaj             | Místo konání                          | Z  | G | A | B | Umístění      | Soupisky          |
| ------------------ | ------------------------------------- | -- | - | - | - | ------------- | ----------------- |
| MS 1994 (skup.C/1) | Slovensko (Poprad a Spišská Nová Ves) | 6  | 0 | 1 | 1 | Zlatá medaile |                   |
| ZOH 1994           | Norsko (Lillehammer)                  | 8  | 0 | 1 | 1 | 6. místo      | Soupiska ZOH 1994 |
| MS 1995 (skup.B)   | Slovensko (Bratislava)                | 7  | 3 | 2 | 5 | Zlatá medaile |                   |
| MS 1996            | Rakousko (Vídeň)                      | 5  | 0 | 0 | 0 | 10. místo     | Soupiska MS 1996  |
| SP 1996            | Severní Amerika, Evropa               | 1  | 0 | 0 | 0 | 7. místo      | Soupiska          |
| Celkem na MS (2x)  |                                       | 18 | 3 | 3 | 3 |               |                   |
| Celkem na ZOH (1x) |                                       | 8  | 0 | 1 | 1 |               |                   |